# Терапия
Виж още лечение
Терапията (от гр. θεραπεία – лечение) е подход за възстановяване на здравния баланс в организма, това е медицинска наука, която изучава методите и средствата за прекратяване на болестния процес и възстановяване на нормалното състояние на организма.

## Видове терапия

### Според подхода

#### Етиологична
Цели преустановяване на болестния процес чрез отстраняване на причината, която го е предизвикала. Това е най-добрият и най-сигурен начин за лечение. Прилага се винаги, когато е възможно. Типичен пример за етиологична терапия е антибиотикотерапията – потискането на болестотворните микроорганизми с антибиотици.

#### Патогенетична
Цели спиране на развитието на болестния процес. Прилага се само в случаите, когато етиологичната терапия е невъзможна. Типичен пример за патогенетична терапия е инсулиновата терапия при диабетно болните. Техният панкреас не произвежда инсулин и единственият начин за лечение е чрез неговото инжективно въвеждане в организма на пациента.

#### Симптоматична (Палиативна)
Виж палиативни грижи
Цели потискане и облекчаване на болестните признаци. Прилага се само като допълнение към етиологичната или патогенетичната терапия. Типичен пример за симптоматична терапия е аналгезията (обезболяването).
Изключително вредно и погрешно е да се счита, че липсата на болестни признаци означава и липса на заболяване! Самолечението с обезболяващи, успокояващи и други симптоматични средства само маскира признаците на болестта, без да спира нейното развитие!

### Според използваните лечебни средства
- Фармакотерапия – Лечение чрез използване на лекарствени средства. Това е най-широко използваният вид лечение.

1. Антибиотикотерапия – Чрез използване на антибиотици.
2. Фитотерапия – Фитотерапията е лечение чрез използване на лечебната сила на определени растения (билки). Извършва се от дипломирани лекари, които работят в официални здравни заведения. Почти всички емпирици спекулират, че използват този метод за лечение.

- Химиотерапия – Чрез използване на химични вещества и съединения, които са извлечени от природни източници (растения, микроорганизми, животински тъкани и органи) или са синтезирани по изкуствен път.

### Чрез медицински технологични устройства
Осъществява се чрез комплекс от физически методи за въздействие върху болния организъм. Основните видове физикална терапия са:
- електротерапия – лечение чрез електричество:
  - галванизация (електрофоретична терапия) – за въвеждане на лекарства през кожата, чрез използване на електрично поле
  - УВЧ-терапия – лечение чрез ултрависокочестотно електрическо поле
- мануелна – масажи, свивания, разгъвания
- радиотерапия (лъчелечение) – чрез използване на лъчиста енергия:
  - лазерна терапия – облъчване с лазерни лъчи, най-често за лечение на кожни болести
  - рентгенотерапия – облъчване с рентегови лъчи, най-често за лечение на злокачествени тумори
  - ултравиолетова терапия – облъчване с ултравиолетови лъчи, за укрепване на костната и имунната система
- спортна терапия – т.нар. „медицинска физкултура“, комплекс от упражнения за: коригиране на гръбначни изкривявания, раздвижване след операции и др.
- ултрасонотерапия – лечение чрез ултразвук, най-често за разбиване на камъни в бъбреците и пикочния мехур
- хидротерапия – част от натуропатията и физиотерапията, лечение чрез използване на горещи и студени душове, бани и водни масажи.

### Според комуникацията
- Консултативна – вкл. Психотерапия, като методично прилагане на определени психологически техники за възстановяване на афективното равновесие на личността;
- Когнитивно-поведенческа терапия.

### Според методите
- Консервативна.

Осъществява се чрез физични, химични и биологични методи, за чието осъществяване не е необходимо хирургично въздействие върху тъканите и органите на болния организъм.
- Оперативна (Хирургична) – Осъществява се чрез пряко хирургично въздействие върху тъканите и органите на болния организъм.

## Терапия според предназначението
- лечебна терапия – терапия с цел излекуване
- поддържаща терапия – терапия по време на ремисии
- превантивна терапия
- иновативни терапии